# Knut Falk
Knut Henrik Falk (i riksdagen kallad Falk i Gravendal), född 25 april 1836 i Arboga, död 23 januari 1918 i Säfsnäs församling, var en svensk direktör och riksdagsman.
Knut Falk var verkställande direktör vid Gravendalsverken AB i Dalarna 1864-1908. Han var en av initiativtagarna till att företaget  Vagn- & Maskinfabriksaktiebolaget i Falun bildades 1898. I riksdagen var han ledamot av första kammaren 1899-1905, invald i Kopparbergs läns valkrets.